# Llista de monuments de Ciutadella
Llista de monuments de Ciutadella catalogats pel consell insular de Menorca com a Béns d'Interès Cultural en la categoria de monuments pel seu interès històric, artístic, arquitectònic, arqueològic, històric-industrial, etnològic, social, científic o tècnic.
| Monument                                                          | Tipus                                                  | Localització                                             | Coordenades                                            | Codi?         | Imatge |
| ----------------------------------------------------------------- | ------------------------------------------------------ | -------------------------------------------------------- | ------------------------------------------------------ | ------------- | --- |
| Nucli antic de Ciutadella                                         | BIC: CIU-A00 Conjunt històric                          | Ciutadella Delimitat per la contramurada                 | 40° 00′ 05″ N, 3° 50′ 15″ E / 40.001484°N,3.837436°E   | RI-53-0000056 | Nucli antic de Ciutadella · Vegeu més fotos d'aquest monument · Carregueu una nova foto d'aquest monument                                 |
| Torre de defensa del Castell de Sant Nicolau                      | BIC: CIU-A01 Arq. defensiva                            | Ciutadella Passeig de Sant Nicolau                       | 39° 59′ 44″ N, 3° 49′ 33″ E / 39.995682°N,3.825781°E   | RI-51-0008547 | Torre de defensa del Castell de Sant Nicolau (Ciutadella) · Vegeu més fotos d'aquest monument · Carregueu una nova foto d'aquest monument |
| Castell Reial Alcàsser - Bastió de l'Ajuntament de Ciutadella     | BIC: CIU-A14 Arq. defensiva                            | Ciutadella Plaça del Born, actual Ajuntament             | 40° 00′ 03″ N, 3° 50′ 08″ E / 40.000868°N,3.835528°E   | RI-51-0008541 | Castell Reial Alcàsser (Ciutadella) · Vegeu més fotos d'aquest monument · Carregueu una nova foto d'aquest monument                       |
| Murada sobre el Port de Ciutadella                                | BIC: CIU-A15 Arq. defensiva                            | Ciutadella                                               | 40° 00′ 12″ N, 3° 50′ 12″ E / 40.00346°N,3.836775°E    | CIU-A15       | Murada sobre el Port de Ciutadella · Vegeu més fotos d'aquest monument · Carregueu una nova foto d'aquest monument                        |
| Bastió del Rei, o de sa Font. Murada de Ciutadella                | BIC: CIU-A16 Arq. defensiva                            | Ciutadella Plaça de sa Font. Museu Municipal             | 40° 00′ 18″ N, 3° 50′ 15″ E / 40.004979°N,3.837415°E   | RI-51-0008544 | Bastió del Rei (Ciutadella) · Vegeu més fotos d'aquest monument · Carregueu una nova foto d'aquest monument                               |
| Talaia d'Artruix                                                  | BIC: MJV-A01 Arq. defensiva                            | Ciutadella Sa Marjal Vella                               | 39° 55′ 47″ N, 3° 54′ 35″ E / 39.929684°N,3.909849°E   | RI-51-0008546 | Carregueu una nova foto d'aquest monument                                                                                                 |
| Torre des Castellar, Torre de sa Caleta                           | BIC: SBL-A01 Arq. defensiva                            | Ciutadella Son Blanc, sa Caleta                          | 39° 58′ 49″ N, 3° 49′ 55″ E / 39.980371°N,3.831817°E   | RI-51-0008548 | Torre des Castellar (Ciutadella) · Vegeu més fotos d'aquest monument · Carregueu una nova foto d'aquest monument                          |
| Torre de defensa de Torre-saura                                   | BIC: SSV-A01 Arq. defensiva                            | Ciutadella Son Saura Vell                                | 39° 56′ 17″ N, 3° 52′ 36″ E / 39.938134°N,3.876633°E   | RI-51-0008545 | Torre de defensa de Torre-saura (Ciutadella) · Carregueu una nova foto d'aquest monument                                                  |
| Talaia de Bajolí                                                  | BIC: TDR-A01 Arq. defensiva                            | Ciutadella Torre del Ram                                 | 40° 00′ 50″ N, 3° 48′ 09″ E / 40.013824°N,3.802628°E   | TDR-A01       | Talaia de Bajolí (Ciutadella) · Vegeu més fotos d'aquest monument · Carregueu una nova foto d'aquest monument                             |
| Edificació fortificada de Torre del Ram                           | BIC: TDR-A02 Arq. defensiva                            | Ciutadella Torre del Ram, ses Cases                      | 40° 00′ 44″ N, 3° 48′ 33″ E / 40.012118°N,3.809088°E   | RI-51-0008552 | Carregueu una nova foto d'aquest monument                                                                                                 |
| Edificació fortificada de Torre d'en Quart                        | BIC: TQU-A01 Arq. defensiva                            | Ciutadella Torre d'en Quart                              | 40° 01′ 48″ N, 3° 53′ 12″ E / 40.030007°N,3.886553°E   | RI-51-0008551 | Edificació fortificada de Torre d'en Quart (Ciutadella) · Vegeu més fotos d'aquest monument · Carregueu una nova foto d'aquest monument   |
| Catedral de Menorca                                               | BIC: CIU-A02 Ed. religiosos                            | Ciutadella Pl. de la Catedral                            | 40° 00′ 06″ N, 3° 50′ 15″ E / 40.001636°N,3.837409°E   | RI-51-0010904 | Catedral de Menorca (Ciutadella) · Vegeu més fotos d'aquest monument · Carregueu una nova foto d'aquest monument                          |
| Molí de Dalt                                                      | BIC: MOD-E01 Etnològic                                 | Ciutadella                                               | 40° 00′ 10″ N, 3° 50′ 28″ E / 40.0027445°N,3.8410126°E | RI-51-0007011 | Molí de Dalt (Ciutadella) · Vegeu més fotos d'aquest monument · Carregueu una nova foto d'aquest monument                                 |
| Creu de terme del camí de Maó                                     | BIC: ALJ-E01 Etnològic                                 | Ciutadella Els Aljubs                                    | 40° 00′ 18″ N, 3° 54′ 25″ E / 40.004862°N,3.906882°E   | ALJ-E01       | Carregueu una nova foto d'aquest monument                                                                                                 |
| Creu de terme del camí des Caragol                                | BIC: CAR-E01 Etnològic                                 | Ciutadella Es Caragol                                    | 40° 00′ 37″ N, 3° 52′ 35″ E / 40.010271°N,3.876513°E   | CAR-E01       | Carregueu una nova foto d'aquest monument                                                                                                 |
| Creu de terme de Dalt sa Quintana                                 | BIC: CIU-E10 Etnològic                                 | Ciutadella                                               | 40° 00′ 06″ N, 3° 50′ 04″ E / 40.001792°N,3.834546°E   | CIU-E10       | Carregueu una nova foto d'aquest monument                                                                                                 |
| Creu de terme de la Plaça Jaume II                                | BIC: CIU-E11 Etnològic                                 | Ciutadella                                               | 39° 59′ 57″ N, 3° 50′ 31″ E / 39.999184°N,3.842001°E   | CIU-E11       | Carregueu una nova foto d'aquest monument                                                                                                 |
| Creu de terme del camí de Santandria                              | BIC: CIU-E12 Etnològic                                 | Ciutadella                                               | 39° 59′ 39″ N, 3° 50′ 16″ E / 39.9943°N,3.837907°E     | CIU-E12       | Carregueu una nova foto d'aquest monument                                                                                                 |
| Creu de terme del Camí de la Vall                                 | BIC: SAU-E02 Etnològic                                 | Ciutadella                                               | 40° 00′ 33″ N, 3° 50′ 51″ E / 40.009293°N,3.847458°E   | SAU-E02       | Carregueu una nova foto d'aquest monument                                                                                                 |
| Creu del Camí de Sant Domingo                                     | BIC: SDO-E01 Etnològic                                 | Ciutadella Sant Domingo                                  | 39° 58′ 00″ N, 3° 51′ 31″ E / 39.966638°N,3.858525°E   | SDO-E01       | Carregueu una nova foto d'aquest monument                                                                                                 |
| Creu de terme de Sant Joan de Missa                               | BIC: SJG-E02 Etnològic                                 | Ciutadella Sant Joan Gran                                | 39° 58′ 06″ N, 3° 52′ 50″ E / 39.968468°N,3.880561°E   | SJG-E02       | Creu de terme de Sant Joan de Missa (Ciutadella) · Vegeu més fotos d'aquest monument · Carregueu una nova foto d'aquest monument          |
| Creu de terme del camí de Son Olives                              | BIC: SOI-E03 Etnològic                                 | Ciutadella Son Olives                                    | 39° 58′ 43″ N, 3° 57′ 02″ E / 39.978596°N,3.950424°E   | SOI-E03       | Carregueu una nova foto d'aquest monument                                                                                                 |
| Creu de terme del camí de la Trinitat                             | BIC: SPE-E01 Etnològic                                 | Ciutadella Son Peu                                       | 39° 59′ 49″ N, 3° 51′ 18″ E / 39.996917°N,3.855009°E   | SPE-E01       | Creu de terme del camí de la Trinitat (Ciutadella) · Vegeu més fotos d'aquest monument · Carregueu una nova foto d'aquest monument        |
| Creu de terme de les cases de Son Quart                           | BIC: SQU-E03 Etnològic                                 | Ciutadella Son Quart                                     | 40° 00′ 41″ N, 3° 53′ 18″ E / 40.011403°N,3.888232°E   | SQU-E03       | Carregueu una nova foto d'aquest monument                                                                                                 |
| Creu de terme del camí de Sant Joan de Missa                      | BIC: SRS-E03 Etnològic                                 | Ciutadella Santa Rosa                                    | 39° 58′ 32″ N, 3° 52′ 29″ E / 39.975462°N,3.874844°E   | SRS-E03       | Carregueu una nova foto d'aquest monument                                                                                                 |
| Poblat i necròpolis de Montefí                                    | BIC: MTF-01 Zona arqueològica visitable                | Ciutadella Montefí, ses Talaies                          | 40° 00′ 20″ N, 3° 51′ 49″ E / 40.005596°N,3.863742°E   | RI-51-0003307 | Poblat de Montefí (Ciutadella) · Vegeu més fotos d'aquest monument · Carregueu una nova foto d'aquest monument                            |
| Naveta de Cala Blanca                                             | BIC: PRT-02 Zona arqueològica visitable                | Ciutadella Parelleta, Cala Blanca                        | 39° 58′ 05″ N, 3° 50′ 12″ E / 39.968038°N,3.83667°E    | RI-51-0003314 | Naveta de Cala Blanca (Ciutadella) · Carregueu una nova foto d'aquest monument                                                            |
| Necròpolis de Son Morell Nou / Coves de Cala Morell               | BIC: SMN-03 Zona arqueològica visitable                | Ciutadella Son Morell Nou, Cala Morell                   | 40° 02′ 58″ N, 3° 52′ 56″ E / 40.049565°N,3.882313°E   | RI-55-0000821 | Necròpolis de Son Morell Nou (Ciutadella) · Vegeu més fotos d'aquest monument · Carregueu una nova foto d'aquest monument                 |
| Poblat de Son Catlar                                              | BIC: SOC-01 Zona arqueològica visitable                | Ciutadella Son Catlar                                    | 39° 57′ 14″ N, 3° 52′ 30″ E / 39.9540117°N,3.8750356°E | RI-51-0003342 | Ruïnes de Son Catlar (Ciutadella) · Vegeu més fotos d'aquest monument · Carregueu una nova foto d'aquest monument                         |
| Poblat i necròpolis de Torrellafuda                               | BIC: TLF-01 Zona arqueològica visitable                | Ciutadella Torrellafuda, crta. Maó a Ciutadella, km. 37  | 39° 59′ 57″ N, 3° 55′ 22″ E / 39.999100°N,3.922800°E   | RI-55-0000822 | Poblat de Torrellafuda (Ciutadella) · Vegeu més fotos d'aquest monument · Carregueu una nova foto d'aquest monument                       |
| Poblat i necròpolis de Torretrencada                              | BIC: TTR-01 Zona arqueològica visitable                | Ciutadella Torretrencada                                 | 39° 59′ 23″ N, 3° 55′ 32″ E / 39.989837°N,3.925596°E   | RI-55-0000747 | Poblat de Torretrencada (Ciutadella) · Vegeu més fotos d'aquest monument · Carregueu una nova foto d'aquest monument                      |
| Pedrera d'Algaiarens                                              | BIC: AGA-22 Monument prehistòric                       | Ciutadella Algaiarens, punta de ses Fontanelles          | 40° 02′ 53″ N, 3° 55′ 02″ E / 40.047998°N,3.917237°E   | AGA-22        | Carregueu una nova foto d'aquest monument                                                                                                 |
| Hipogeu de ses Angoixes                                           | BIC: AGX-01 Monument prehistòric                       | Ciutadella Ses Angoixes                                  | 40° 00′ 19″ N, 3° 53′ 13″ E / 40.005209°N,3.886837°E   | RI-51-0003271 | Carregueu una nova foto d'aquest monument                                                                                                 |
| Tomba de ses Angoixes                                             | BIC: AGX-02 Monument prehistòric                       | Ciutadella Ses Angoixes, tanca de s'Aljub                | 40° 00′ 22″ N, 3° 53′ 19″ E / 40.006152°N,3.888655°E   | AGX-02        | Carregueu una nova foto d'aquest monument                                                                                                 |
| Hipogeu dels Aljubs / ses Cases                                   | BIC: ALJ-02 Monument prehistòric                       | Ciutadella Els Aljubs, ses Cases                         | 40° 00′ 22″ N, 3° 55′ 04″ E / 40.00619°N,3.917874°E    | ALJ-02        | Carregueu una nova foto d'aquest monument                                                                                                 |
| Hipogeu dels Aljubs                                               | BIC: ALJ-04 Monument prehistòric                       | Ciutadella Els Aljubs                                    | 40° 00′ 22″ N, 3° 54′ 27″ E / 40.006004°N,3.907484°E   | ALJ-04        | Carregueu una nova foto d'aquest monument                                                                                                 |
| Hipogeu de Binigarba                                              | BIC: BGB-04 Monument prehistòric                       | Ciutadella Binigarba, Camí des barranc                   | 39° 59′ 35″ N, 3° 54′ 29″ E / 39.993138°N,3.908101°E   | BGB-04        | Carregueu una nova foto d'aquest monument                                                                                                 |
| Hipogeus de Binigafull / Dalt des Coster                          | BIC: BGF-05 Monument prehistòric                       | Ciutadella Binigafull                                    | 40° 01′ 36″ N, 3° 54′ 01″ E / 40.026744°N,3.900336°E   | BGF-05        | Carregueu una nova foto d'aquest monument                                                                                                 |
| Hipogeu de Binigafull                                             | BIC: BGF-06 Monument prehistòric                       | Ciutadella Binigafull                                    | 40° 01′ 40″ N, 3° 53′ 51″ E / 40.027729°N,3.897504°E   | BGF-06        | Carregueu una nova foto d'aquest monument                                                                                                 |
| Hipogeu de Binigafull                                             | BIC: BGF-10 Monument prehistòric                       | Ciutadella Binigafull                                    | 40° 01′ 40″ N, 3° 53′ 51″ E / 40.02773°N,3.89750°E     | BGF-10        | Carregueu una nova foto d'aquest monument                                                                                                 |
| Hipogeu de Binipati Nou                                           | BIC: BPN-02 Monument prehistòric                       | Ciutadella Binipati Nou, tanca de ses Canessies          | 39° 59′ 34″ N, 3° 53′ 28″ E / 39.992673°N,3.891238°E   | BPN-02        | Carregueu una nova foto d'aquest monument                                                                                                 |
| Hipogeu de Ciutadella / cova de sa Boca des Port                  | BIC: CIU-05 Monument prehistòric                       | Ciutadella                                               | 39° 59′ 50″ N, 3° 49′ 35″ E / 39.997149°N,3.82631°E    | CIU-05        | Carregueu una nova foto d'aquest monument                                                                                                 |
| Pedrera de Colònia de l'Assumpció                                 | BIC: COA-01 Monument prehistòric                       | Ciutadella Colònia de l'Assumpció, els Enderrossalls     | 39° 59′ 47″ N, 3° 48′ 59″ E / 39.996385°N,3.816461°E   | COA-01        | Carregueu una nova foto d'aquest monument                                                                                                 |
| Hipogeus de Corniola                                              | BIC: CUR-05 Monument prehistòric                       | Ciutadella Corniola, ses Cases                           | 40° 02′ 52″ N, 3° 53′ 49″ E / 40.047667°N,3.897075°E   | CUR-05        | Carregueu una nova foto d'aquest monument                                                                                                 |
| Hipogeu de la Cova                                                | BIC: CVA-10 Monument prehistòric                       | Ciutadella La Cova                                       |                                                        | CVA-10        | Carregueu una nova foto d'aquest monument                                                                                                 |
| Hipogeus de sa Cavalleria Nova                                    | BIC: CVN-01 Monument prehistòric                       | Ciutadella Sa Cavalleria Nova, Estables del Camí         | 39° 59′ 26″ N, 3° 54′ 44″ E / 39.990577°N,3.912204°E   | CVN-01        | Carregueu una nova foto d'aquest monument                                                                                                 |
| Necròpolis de sa Cavalleria Nova                                  | BIC: CVN-02 Monument prehistòric                       | Ciutadella Sa Cavalleria Nova, els Estables              | 39° 59′ 26″ N, 3° 54′ 35″ E / 39.990438°N,3.909618°E   | CVN-02        | Carregueu una nova foto d'aquest monument                                                                                                 |
| Necròpolis de sa Cavalleria Vella / Cova des Bens, Cova des Gat   | BIC: CVV-01 Monument prehistòric                       | Ciutadella Sa Cavalleria Vella, tanca de sa Cova         | 39° 59′ 17″ N, 3° 54′ 09″ E / 39.988173°N,3.90248°E    | RI-51-0003287 | Carregueu una nova foto d'aquest monument                                                                                                 |
| Hipogeus de sa Cavalleria Vella                                   | BIC: CVV-02 Monument prehistòric                       | Ciutadella Sa Cavalleria Vella, es Carreró               | 39° 59′ 31″ N, 3° 54′ 11″ E / 39.991967°N,3.903063°E   | CVV-02        | Carregueu una nova foto d'aquest monument                                                                                                 |
| Necròpolis de sa Cavalleria Vella                                 | BIC: CVV-06 Monument prehistòric                       | Ciutadella Sa Cavalleria Vella, s'Era                    | 39° 59′ 21″ N, 3° 54′ 14″ E / 39.989147°N,3.903932°E   | CVV-06        | Carregueu una nova foto d'aquest monument                                                                                                 |
| Hipogeus de s'Hort d'en Saura                                     | BIC: HSA-01 Monument prehistòric                       | Ciutadella Hort d'en Saura                               | 40° 00′ 36″ N, 3° 50′ 25″ E / 40.009883°N,3.840212°E   | HSA-01        | Carregueu una nova foto d'aquest monument                                                                                                 |
| Hipogeu de s'Hort d'en Vigo                                       | BIC: HVI-01 Monument prehistòric                       | Ciutadella Hort d'en Vigo                                | 40° 01′ 23″ N, 3° 50′ 07″ E / 40.023038°N,3.835411°E   | RI-51-0003301 | Carregueu una nova foto d'aquest monument                                                                                                 |
| Hipogeu de s'Hort d'en Vigo / Tanca de s'Era                      | BIC: HVI-02 Monument prehistòric                       | Ciutadella Hort d'en Vigo                                | 40° 01′ 26″ N, 3° 50′ 02″ E / 40.023858°N,3.833906°E   | HVI-02        | Carregueu una nova foto d'aquest monument                                                                                                 |
| Hipogeu des Lloc des Pou                                          | BIC: LLP-02 Monument prehistòric                       | Ciutadella Lloc des Pou, s'Estable de Sant Joanet        | 39° 58′ 07″ N, 3° 53′ 00″ E / 39.968627°N,3.883354°E   | LLP-02        | Carregueu una nova foto d'aquest monument                                                                                                 |
| Bassa de Lloc de Monges Vell                                      | BIC: LLV-01 Monument prehistòric                       | Ciutadella Lloc de Monges Vell                           |                                                        | LLV-01        | Carregueu una nova foto d'aquest monument                                                                                                 |
| Hipogeus de sa Marjal Nova                                        | BIC: MJN-02 Monument prehistòric                       | Ciutadella Sa Marjal Nova, Cala en Turqueta              | 39° 55′ 57″ N, 3° 54′ 59″ E / 39.932515°N,3.916384°E   | MJN-02        | Carregueu una nova foto d'aquest monument                                                                                                 |
| Pedrera de sa Marjal Nova                                         | BIC: MJN-03 Monument prehistòric                       | Ciutadella Sa Marjal Nova, els Maresos                   | 39° 55′ 35″ N, 3° 54′ 39″ E / 39.926473°N,3.910829°E   | MJN-03        | Carregueu una nova foto d'aquest monument                                                                                                 |
| Hipogeu de sa Marjal Vella / Tanca des Pou                        | BIC: MJV-01 Monument prehistòric                       | Ciutadella Sa Marjal Vella, tanca des Pou                | 39° 56′ 32″ N, 3° 54′ 19″ E / 39.94219°N,3.905263°E    | RI-51-0003304 | Carregueu una nova foto d'aquest monument                                                                                                 |
| Hipogeu de sa Marjal Vella / Els Riuets                           | BIC: MJV-02 Monument prehistòric                       | Ciutadella Sa Marjal Vella, els Riuets                   | 39° 56′ 33″ N, 3° 54′ 03″ E / 39.942408°N,3.900811°E   | RI-51-0003305 | Carregueu una nova foto d'aquest monument                                                                                                 |
| Hipogeu de sa Marjal Vella                                        | BIC: MJV-03 Monument prehistòric                       | Ciutadella Sa Marjal Vella                               | 39° 56′ 31″ N, 3° 54′ 09″ E / 39.941849°N,3.902484°E   | MJV-03        | Carregueu una nova foto d'aquest monument                                                                                                 |
| Hipogeu de sa Marjal Vella                                        | BIC: MJV-04 Monument prehistòric                       | Ciutadella Sa Marjal Vella                               | 39° 56′ 38″ N, 3° 53′ 59″ E / 39.943807°N,3.899823°E   | MJV-04        | Carregueu una nova foto d'aquest monument                                                                                                 |
| Necròpolis de sa Marjal Vella                                     | BIC: MJV-06 Monument prehistòric                       | Ciutadella Sa Marjal Vella, sa cova des Moro             |                                                        | MJV-06        | Carregueu una nova foto d'aquest monument                                                                                                 |
| Hipogeus de sa Muntanya Vella                                     | BIC: MUN-02 Monument prehistòric                       | Ciutadella Muntanya Vella                                | 39° 59′ 51″ N, 3° 57′ 11″ E / 39.997638°N,3.953059°E   | MUN-02        | Carregueu una nova foto d'aquest monument                                                                                                 |
| Hipogeus de Parella Nova                                          | BIC: PRN-01 Monument prehistòric                       | Ciutadella Parella Nova, es Pinaret de cala Blanca       | 39° 58′ 03″ N, 3° 50′ 14″ E / 39.967615°N,3.837199°E   | PRN-01        | Hipogeus de Parella Nova (Ciutadella) · Vegeu més fotos d'aquest monument · Carregueu una nova foto d'aquest monument                     |
| Pedrera de Parella Nova                                           | BIC: PRN-03 Monument prehistòric                       | Ciutadella Parella Nova, punta de Migjorn de cala Blanca | 39° 57′ 57″ N, 3° 49′ 58″ E / 39.965806°N,3.832896°E   | PRN-03        | Carregueu una nova foto d'aquest monument                                                                                                 |
| Pedrera de Parelleta                                              | BIC: PRT-06 Monument prehistòric                       | Ciutadella Parelleta, punta d'en Quintana                | 39° 58′ 12″ N, 3° 49′ 49″ E / 39.97°N,3.830236°E       | PRT-06        | Carregueu una nova foto d'aquest monument                                                                                                 |
| Hipogeus de sa Pabordia Nova                                      | BIC: PVN-06 Monument prehistòric                       | Ciutadella Pabordia Nova                                 | 39° 58′ 23″ N, 3° 56′ 38″ E / 39.973157°N,3.94379°E    | PVN-06        | Carregueu una nova foto d'aquest monument                                                                                                 |
| Cova de Rafal Vell                                                | BIC: RFV-02 Monument prehistòric                       | Ciutadella Rafal Vell, mitgera de Binipati               | 39° 59′ 14″ N, 3° 52′ 43″ E / 39.987322°N,3.878708°E   | RFV-02        | Carregueu una nova foto d'aquest monument                                                                                                 |
| Hipogeu de Son Camaró                                             | BIC: SAO-02 Monument prehistòric                       | Ciutadella Son Camaró                                    | 39° 57′ 16″ N, 3° 53′ 25″ E / 39.95445°N,3.890199°E    | SAO-02        | Carregueu una nova foto d'aquest monument                                                                                                 |
| Necròpolis de Son Blanc                                           | BIC: SBL-01 Monument prehistòric                       | Ciutadella Son Blanc, punta des Castellar                | 39° 58′ 47″ N, 3° 49′ 53″ E / 39.979784°N,3.831491°E   | SBL-01        | Carregueu una nova foto d'aquest monument                                                                                                 |
| Hipogeu de Son Camps / tanca de Vila                              | BIC: SCP-01 Monument prehistòric                       | Ciutadella Son Camps, tanca de Vila                      | 39° 59′ 51″ N, 3° 55′ 04″ E / 39.997568°N,3.917739°E   | RI-51-0003339 | Carregueu una nova foto d'aquest monument                                                                                                 |
| Hipogeu de Son Camps / Carreró des Bouer                          | BIC: SCP-03 Monument prehistòric                       | Ciutadella Son Camps, carreró des Bouer                  | 39° 59′ 37″ N, 3° 54′ 59″ E / 39.993495°N,3.916356°E   | SCP-03        | Carregueu una nova foto d'aquest monument                                                                                                 |
| Hipogeu de Son Camps                                              | BIC: SCP-04 Monument prehistòric                       | Ciutadella Son Camps, carreró des Bouer                  | 39° 59′ 33″ N, 3° 54′ 49″ E / 39.992509°N,3.913727°E   | SCP-04        | Carregueu una nova foto d'aquest monument                                                                                                 |
| Hipogeu de Son Camps                                              | BIC: SCP-05 Monument prehistòric                       | Ciutadella Son Camps                                     | 39° 59′ 40″ N, 3° 54′ 53″ E / 39.99435°N,3.914704°E    | SCP-05        | Carregueu una nova foto d'aquest monument                                                                                                 |
| Hipogeu de Son Camps / pleta des Pou                              | BIC: SCP-08 Monument prehistòric                       | Ciutadella Son Camps, pleta des Pou                      |                                                        | RI-51-0003340 | Carregueu una nova foto d'aquest monument                                                                                                 |
| Necròpolis de Son Febrer                                          | BIC: SFB-01 Monument prehistòric                       | Ciutadella Son Febrer                                    | 39° 58′ 40″ N, 3° 56′ 44″ E / 39.977728°N,3.945481°E   | RI-51-0003349 | Carregueu una nova foto d'aquest monument                                                                                                 |
| Hipogeu de Son Fedelic                                            | BIC: SFD-02 Monument prehistòric                       | Ciutadella Son Fedelic, tanca de sa Cova                 |                                                        | SFD-02        | Carregueu una nova foto d'aquest monument                                                                                                 |
| Hipogeu de Son Angladó                                            | BIC: SGL-05 Monument prehistòric                       | Ciutadella Son Angladó, cova de ses Puces                |                                                        | SGL-05        | Carregueu una nova foto d'aquest monument                                                                                                 |
| Tombes de Son Guillem                                             | BIC: SGU-03 Monument prehistòric                       | Ciutadella Son Guillem                                   |                                                        | SGU-03        | Carregueu una nova foto d'aquest monument                                                                                                 |
| Necròpolis de Sant Joan Gran / es Bouer Vell                      | BIC: SJG-02 Monument prehistòric                       | Ciutadella Sant Joan Gran, es Bouer Vell                 | 39° 58′ 24″ N, 3° 53′ 04″ E / 39.973222°N,3.884451°E   | RI-51-0003330 | Carregueu una nova foto d'aquest monument                                                                                                 |
| Hipogeu de Sant Joan Gran / cova des Pastell d'Enfora             | BIC: SJG-03 Monument prehistòric                       | Ciutadella Sant Joan Gran                                | 39° 58′ 23″ N, 3° 52′ 43″ E / 39.973158°N,3.878586°E   | RI-51-0003331 | Carregueu una nova foto d'aquest monument                                                                                                 |
| Hipogeu de Sant Joan Gran / cova des Pastell de Prop              | BIC: SJG-04 Monument prehistòric                       | Ciutadella Sant Joan Gran                                |                                                        | SJG-04        | Carregueu una nova foto d'aquest monument                                                                                                 |
| Necròpolis de Sant Joan Gran / s'Era                              | BIC: SJG-05 Monument prehistòric                       | Ciutadella Sant Joan Gran, s'Era                         |                                                        | SJG-05        | Carregueu una nova foto d'aquest monument                                                                                                 |
| Hipogeu de Sant Joan Gran / Sant Joan de Missa                    | BIC: SJG-06 Monument prehistòric                       | Ciutadella Sant Joan Gran, Sant Joan de Missa            |                                                        | SJG-06        | Carregueu una nova foto d'aquest monument                                                                                                 |
| Hipogeu de Sant Joanet                                            | BIC: SJT-01 Monument prehistòric                       | Ciutadella Sant Joanet                                   | 39° 57′ 54″ N, 3° 52′ 50″ E / 39.965065°N,3.880566°E   | RI-51-0003332 | Carregueu una nova foto d'aquest monument                                                                                                 |
| Tomba de Sant Lluís                                               | BIC: SLU-01 Monument prehistòric                       | Ciutadella Sant Lluís, es Canalet                        |                                                        | SLU-01        | Carregueu una nova foto d'aquest monument                                                                                                 |
| Hipogeu de Son Marçal                                             | BIC: SML-01 Monument prehistòric                       | Ciutadella Son Marçal                                    | 40° 00′ 32″ N, 3° 51′ 10″ E / 40.008967°N,3.852708°E   | RI-51-0003355 | Carregueu una nova foto d'aquest monument                                                                                                 |
| Hipogeu de Son Marçal / sa Cova Tancada                           | BIC: SML-02 Monument prehistòric                       | Ciutadella Son Marçal                                    |                                                        | SML-02        | Carregueu una nova foto d'aquest monument                                                                                                 |
| Hipogeu de Son Morell Nou                                         | BIC: SMN-04 Monument prehistòric                       | Ciutadella Son Morell Nou, cala Morell                   |                                                        | SMN-04        | Carregueu una nova foto d'aquest monument                                                                                                 |
| Poblat de navetes de Son Morell de Baix                           | BIC: SMX-02 Monument prehistòric                       | Ciutadella Son Morell de Baix, Clariana                  | 40° 02′ 18″ N, 3° 52′ 39″ E / 40.038327°N,3.877604°E   | RI-51-0003358 | Carregueu una nova foto d'aquest monument                                                                                                 |
| Necròpolis de Son Morell de Baix / ses Cases                      | BIC: SMX-04 Monument prehistòric                       | Ciutadella Son Morell de Baix, ses Cases                 |                                                        | SMX-04        | Carregueu una nova foto d'aquest monument                                                                                                 |
| Hipogeu de Son Morell de Baix                                     | BIC: SMX-05 Monument prehistòric                       | Ciutadella Son Morell de Baix                            |                                                        | SMX-05        | Carregueu una nova foto d'aquest monument                                                                                                 |
| Necròpolis de Son Morell de Baix                                  | BIC: SMX-06 Monument prehistòric                       | Ciutadella Son Morell de Baix                            |                                                        | SMX-06        | Carregueu una nova foto d'aquest monument                                                                                                 |
| Hipogeu de Son Mestres de Baix                                    | BIC: SMZ-01 Monument prehistòric                       | Ciutadella Son Mestres de Baix, cova dels Horts Vermells |                                                        | SMZ-01        | Carregueu una nova foto d'aquest monument                                                                                                 |
| Pedrera de Son Àngel                                              | BIC: SOA-09 Monument prehistòric                       | Ciutadella Son Àngel, Codolar de Biniatram               |                                                        | SOA-09        | Carregueu una nova foto d'aquest monument                                                                                                 |
| Hipogeu de Son Catlar                                             | BIC: SOC-02 Monument prehistòric                       | Ciutadella Son Catlar                                    |                                                        | SOC-02        | Carregueu una nova foto d'aquest monument                                                                                                 |
| Pedrera de Son Escudero                                           | BIC: SOE-01 Monument prehistòric                       | Ciutadella Son Escudero                                  | 40° 02′ 38″ N, 3° 51′ 01″ E / 40.043813°N,3.8502°E     | SOE-01        | Carregueu una nova foto d'aquest monument                                                                                                 |
| Hipogeu de Son Olives                                             | BIC: SOI-02 Monument prehistòric                       | Ciutadella Son Olives                                    | 39° 59′ 05″ N, 3° 57′ 32″ E / 39.984842°N,3.958862°E   | SOI-02        | Carregueu una nova foto d'aquest monument                                                                                                 |
| Tomba de Son Quart                                                | BIC: SQU-07 Monument prehistòric                       | Ciutadella Son Quart                                     |                                                        | SQU-07        | Carregueu una nova foto d'aquest monument                                                                                                 |
| Hipogeu de Santa Rosa                                             | BIC: SRS-02 Monument prehistòric                       | Ciutadella Santa Rosa, cova des Camí                     |                                                        | SRS-02        | Carregueu una nova foto d'aquest monument                                                                                                 |
| Hipogeu de Son Solomó                                             | BIC: SSA-02 Monument prehistòric                       | Ciutadella Son Solomó                                    |                                                        | SSA-02        | Carregueu una nova foto d'aquest monument                                                                                                 |
| Cova des Mussol                                                   | BIC: SSA-11 Monument prehistòric                       | Ciutadella Son Solomó                                    | 40° 02′ 25″ N, 3° 49′ 08″ E / 40.040343°N,3.819022°E   | RI-51-0010485 | Carregueu una nova foto d'aquest monument                                                                                                 |
| Pedrera de Son Saura Nou / Punta de sa Barraqueta                 | BIC: SSN-03 Monument prehistòric                       | Ciutadella Son Saura Nou, Punta de sa Barraqueta         | 39° 55′ 21″ N, 3° 52′ 51″ E / 39.922462°N,3.880962°E   | RI-51-0003388 | Carregueu una nova foto d'aquest monument                                                                                                 |
| Pedrera de Son Saura Nou / Pedrera dels Escalons                  | BIC: SSN-04 Monument prehistòric                       | Ciutadella Son Saura Nou, Pedrera dels Escalons          |                                                        | SSN-04        | Carregueu una nova foto d'aquest monument                                                                                                 |
| Pedrera de Son Sarparets                                          | BIC: SSR-02 Monument prehistòric                       | Ciutadella Son Sarparets, tanca des Llisar               |                                                        | RI-51-0003385 | Carregueu una nova foto d'aquest monument                                                                                                 |
| Hipogeu de Son Sarparets                                          | BIC: SSR-04 Monument prehistòric                       | Ciutadella Son Sarparets                                 |                                                        | SSR-04        | Carregueu una nova foto d'aquest monument                                                                                                 |
| Hipogeu de Son Sivineta / carreró des Bouer                       | BIC: SST-01 Monument prehistòric                       | Ciutadella Son Sivineta, carreró des Bouer               | 40° 00′ 01″ N, 3° 54′ 52″ E / 40.000207°N,3.914534°E   | RI-51-0003391 | Carregueu una nova foto d'aquest monument                                                                                                 |
| Hipogeu de Son Sivineta / pleta de s'altra banda des Camí         | BIC: SST-03 Monument prehistòric                       | Ciutadella Son Sivineta                                  |                                                        | SST-03        | Carregueu una nova foto d'aquest monument                                                                                                 |
| Hipogeu de Son Sivineta / Tanca de sa Cova                        | BIC: SST-04 Monument prehistòric                       | Ciutadella Son Sivineta, tanca de sa Cova, els Aljubs    | 40° 00′ 17″ N, 3° 55′ 00″ E / 40.004706°N,3.916537°E   | RI-51-0003263 | Carregueu una nova foto d'aquest monument                                                                                                 |
| Necròpolis de Son Sivineta                                        | BIC: SST-06 Monument prehistòric                       | Ciutadella Son Sivineta, tanca de Dalt Gran              |                                                        | SST-06        | Carregueu una nova foto d'aquest monument                                                                                                 |
| Hipogeu de Son Sivineta                                           | BIC: SST-07 Monument prehistòric                       | Ciutadella Son Sivineta                                  |                                                        | SST-07        | Carregueu una nova foto d'aquest monument                                                                                                 |
| Balma de Santa Anna                                               | BIC: STA-06 Monument prehistòric                       | Ciutadella Santa Anna, cova den Ganfets                  |                                                        | STA-06        | Carregueu una nova foto d'aquest monument                                                                                                 |
| Grup de cocons i balma de Santa Anna                              | BIC: STA-07 Monument prehistòric                       | Ciutadella Santa Anna, davant els Bèrecs                 |                                                        | STA-07        | Carregueu una nova foto d'aquest monument                                                                                                 |
| Necròpolis de Son Toni Martí                                      | BIC: STR-01 Monument prehistòric                       | Ciutadella Son Toni Martí, ses Cases                     | 40° 00′ 12″ N, 3° 56′ 30″ E / 40.003383°N,3.941601°E   | RI-51-0003394 | Carregueu una nova foto d'aquest monument                                                                                                 |
| Necròpolis de Son Triai                                           | BIC: STY-05 Monument prehistòric                       | Ciutadella Son Triai, es Llosar                          |                                                        | STY-05        | Carregueu una nova foto d'aquest monument                                                                                                 |
| Hipogeu de Son Vivó                                               | BIC: SVV-02 Monument prehistòric                       | Ciutadella Son Vivó, s'Estable                           | 39° 58′ 42″ N, 3° 51′ 48″ E / 39.978436°N,3.863236°E   | RI-51-0003402 | Carregueu una nova foto d'aquest monument                                                                                                 |
| Hipogeu de Son Xoriguer                                           | BIC: SXO-02 Monument prehistòric                       | Ciutadella Son Xoriguer                                  |                                                        | SXO-02        | Carregueu una nova foto d'aquest monument                                                                                                 |
| Necròpolis de ses Tavernes                                        | BIC: TAV-03 Monument prehistòric                       | Ciutadella Ses Tavernes, mitjera Son Sintes              |                                                        | TAV-03        | Carregueu una nova foto d'aquest monument                                                                                                 |
| Hipogeu de Torre del Ram / tanca de sa Cova                       | BIC: TDR-05 Monument prehistòric                       | Ciutadella Torre del Ram, tanca de sa Cova               | 40° 00′ 21″ N, 3° 48′ 34″ E / 40.005741°N,3.809501°E   | RI-51-0003426 | Hipogeu de Torre del Ram / tanca de sa Cova (Ciutadella) · Vegeu més fotos d'aquest monument · Carregueu una nova foto d'aquest monument  |
| Necròpolis de Torre del Ram                                       | BIC: TDR-06 Monument prehistòric Monument hel·lenístic | Ciutadella Torre del Ram, ses Capelletes, Cala en Forcat | 40° 00′ 00″ N, 3° 48′ 04″ E / 39.999954°N,3.801185°E   | RI-51-0003427 | Carregueu una nova foto d'aquest monument                                                                                                 |
| Hipogeu de Torre del Ram / Cala es Corbetar                       | BIC: TDR-08 Monument prehistòric                       | Ciutadella Torre del Ram, Cala es Corbetar               |                                                        | TDR-08        | Carregueu una nova foto d'aquest monument                                                                                                 |
| Hipogeu de Tot-lluc                                               | BIC: TOT-04 Monument prehistòric                       | Ciutadella Tot-lluc                                      |                                                        | TOT-04        | Carregueu una nova foto d'aquest monument                                                                                                 |
| Cova des Càrritx                                                  | BIC: TPN-07 Monument prehistòric                       | Ciutadella Torrepetxina Nova                             | 39° 58′ 02″ N, 3° 57′ 57″ E / 39.967188°N,3.965889°E   | RI-51-0010484 | Carregueu una nova foto d'aquest monument                                                                                                 |
| Hipogeus de Torrepetxina Vella                                    | BIC: TPV-02 Monument prehistòric                       | Ciutadella Torrepetxina Vella, coves de l'Amo en Joan    |                                                        | TPV-02        | Carregueu una nova foto d'aquest monument                                                                                                 |
| Hipogeus de Torre d'en Quart                                      | BIC: TQU-01 Monument prehistòric                       | Ciutadella Torre d'en Quart                              |                                                        | TQU-01        | Carregueu una nova foto d'aquest monument                                                                                                 |
| Necròpolis de la Trinitat                                         | BIC: TRI-02 Monument prehistòric                       | Ciutadella La Trinitat, es Passatget                     |                                                        | RI-51-0003436 | Carregueu una nova foto d'aquest monument                                                                                                 |
| Tomba des Torretó                                                 | BIC: TRO-03 Monument prehistòric                       | Ciutadella Es Torretó                                    |                                                        | TRO-03        | Carregueu una nova foto d'aquest monument                                                                                                 |
| Capada de moro des Torretó                                        | BIC: TRO-04 Monument prehistòric                       | Ciutadella Es Torretó                                    |                                                        | TRO-04        | Carregueu una nova foto d'aquest monument                                                                                                 |
| Grup de capades de moro de ses Truqueries                         | BIC: TRU-01 Monument prehistòric                       | Ciutadella Ses Truqueries, canaló de cala'n Blanes       | 40° 00′ 43″ N, 3° 49′ 04″ E / 40.011987°N,3.81764°E    | RI-51-0003438 | Carregueu una nova foto d'aquest monument                                                                                                 |
| Hipogeu de ses Truqueries                                         | BIC: TRU-12 Monument prehistòric                       | Ciutadella Ses Truqueries                                |                                                        | TRU-12        | Carregueu una nova foto d'aquest monument                                                                                                 |
| Necròpolis de ses Truqueries                                      | BIC: TRU-15 Monument prehistòric                       | Ciutadella Ses Truqueries                                |                                                        | TRU-15        | Carregueu una nova foto d'aquest monument                                                                                                 |
| Hipogeu de Torretrencada                                          | BIC: TTR-02 Monument prehistòric                       | Ciutadella Torretrencada                                 |                                                        | TTR-02        | Carregueu una nova foto d'aquest monument                                                                                                 |
| Hipogeu de Torretrencada                                          | BIC: TTR-03 Monument prehistòric                       | Ciutadella Torretrencada                                 |                                                        | TTR-03        | Carregueu una nova foto d'aquest monument                                                                                                 |
| Hipogeu dels Tudons / n'Abella d'endins                           | BIC: TUD-03 Monument prehistòric                       | Ciutadella Els Tudons, n'Abella d'endins                 | 40° 00′ 16″ N, 3° 53′ 44″ E / 40.004542°N,3.895487°E   | RI-51-0003441 | Carregueu una nova foto d'aquest monument                                                                                                 |
| Naveta des Tudons                                                 | BIC: TUD-04 Monument prehistòric                       | Ciutadella Els Tudons                                    | 40° 00′ 11″ N, 3° 53′ 30″ E / 40.003089°N,3.891632°E   | RI-51-0003442 | Naveta dels Tudons (Ciutadella) · Vegeu més fotos d'aquest monument · Carregueu una nova foto d'aquest monument                           |
| Hipogeu dels Tudons / tanca de sa Costa Blanca                    | BIC: TUD-05 Monument prehistòric                       | Ciutadella Els Tudons, tanca de sa Costa Blanca          |                                                        | RI-51-0003443 | Carregueu una nova foto d'aquest monument                                                                                                 |
| Hipogeu dels Tudons / tanca de Malagarbeta                        | BIC: TUD-06 Monument prehistòric                       | Ciutadella Els Tudons, tanca de Malagarbeta              | 39° 59′ 53″ N, 3° 53′ 51″ E / 39.998°N,3.897611°E      | RI-51-0003444 | Carregueu una nova foto d'aquest monument                                                                                                 |
| Hipogeus dels Tudons / tanca de s'Era                             | BIC: TUD-08 Monument prehistòric                       | Ciutadella Els Tudons, tanca de s'Era                    | 39° 59′ 57″ N, 3° 53′ 28″ E / 39.999273°N,3.891218°E   | RI-51-0003446 | Carregueu una nova foto d'aquest monument                                                                                                 |
| Hipogeu dels Tudons                                               | BIC: TUD-10 Monument prehistòric                       | Ciutadella Els Tudons                                    |                                                        | TUD-10        | Carregueu una nova foto d'aquest monument                                                                                                 |
| Necròplolis i sitjots de Torrevella d'en Lozano / canaló des Pont | BIC: TVL-04 Monument prehistòric                       | Ciutadella Torrevella d'en Lozano, canaló des Pont       |                                                        | TVL-04        | Carregueu una nova foto d'aquest monument                                                                                                 |
| Hipogeu de Torrevella d'en Lozano                                 | BIC: TVL-10 Monument prehistòric                       | Ciutadella Torrevella d'en Lozano, es Passatge           |                                                        | TVL-10        | Carregueu una nova foto d'aquest monument                                                                                                 |
| Necròpolis de Torrevella d'en Lozano                              | BIC: TVL-11 Monument prehistòric                       | Ciutadella Torrevella d'en Lozano                        |                                                        | TVL-11        | Carregueu una nova foto d'aquest monument                                                                                                 |
| Necròpolis de Torrevella d'en Lozano                              | BIC: TVL-12 Monument prehistòric                       | Ciutadella Torrevella d'en Lozano                        |                                                        | TVL-12        | Carregueu una nova foto d'aquest monument                                                                                                 |